# Pontophilus fasciatus
Pontophilus fasciatus är en kräftdjursart. Pontophilus fasciatus ingår i släktet Pontophilus och familjen Crangonidae. Inga underarter finns listade i Catalogue of Life.